# دویبه
دویبه (به عربی: دویبة) یک روستا در سوریه است که در ناحیه مرکزی سلمیه واقع شده‌است. دویبه ۳۹۴ نفر جمعیت دارد.